# Liberia, Kostarika
Liberia se nalazi u sjeverozapadnom dijelu srednjoameričke države Kostarike i glavni grad je pokrajine Guanacaste. Grad ima oko 50.000 stanovnika. Osim Alejuele i Liberija ima međunarodnu zračnu luku (Zračna luka Daniel Oduber), s koje idu letovi za Atlantu, Charlotte, Dallas, Houston i Miami. Liberia se nalazi u blizini Nacionalnog parka Rincon de la Vieja.

## Vanjske poveznice
- www.muniliberia.go.cr